# Diognetus (genus)
Diognetus is een geslacht van wantsen uit de familie van de Miridae (Blindwantsen). Het geslacht werd voor het eerst wetenschappelijk beschreven door William Lucas Distant in 1904.

## Soorten
Het genus bevat de volgende soorten:

- Diognetus bagmaticus Yasunaga, Schwartz & Chérot, 2023
- Diognetus cheimon Yasunaga, Schwartz & Chérot, 2023
- Diognetus dhampus Yasunaga, Schwartz & Chérot, 2023
- Diognetus duwalorum Yasunaga, Schwartz & Chérot, 2023
- Diognetus flavigenis (Horváth, 1905)
- Diognetus giganteus Yasunaga, Schwartz & Chérot, 2023
- Diognetus gotohi Yasunaga, Schwartz & Chérot, 2023
- Diognetus intonsus Distant, 1904
- Diognetus laureus Yasunaga, Schwartz & Chérot, 2023
- Diognetus literatus (Distant, 1909)
- Diognetus magnificus Yasunaga, Schwartz & Chérot, 2023
- Diognetus minusculus Yasunaga, Schwartz & Chérot, 2023
- Diognetus pilosus (Poppius, 1914)
- Diognetus puspae Yasunaga, Schwartz & Chérot, 2023
- Diognetus schuhorum Yasunaga, Schwartz & Chérot, 2023
- Diognetus styrax Yasunaga, Schwartz & Chérot, 2023
- Diognetus vernus Yasunaga, Schwartz & Chérot, 2023